# Anúquis

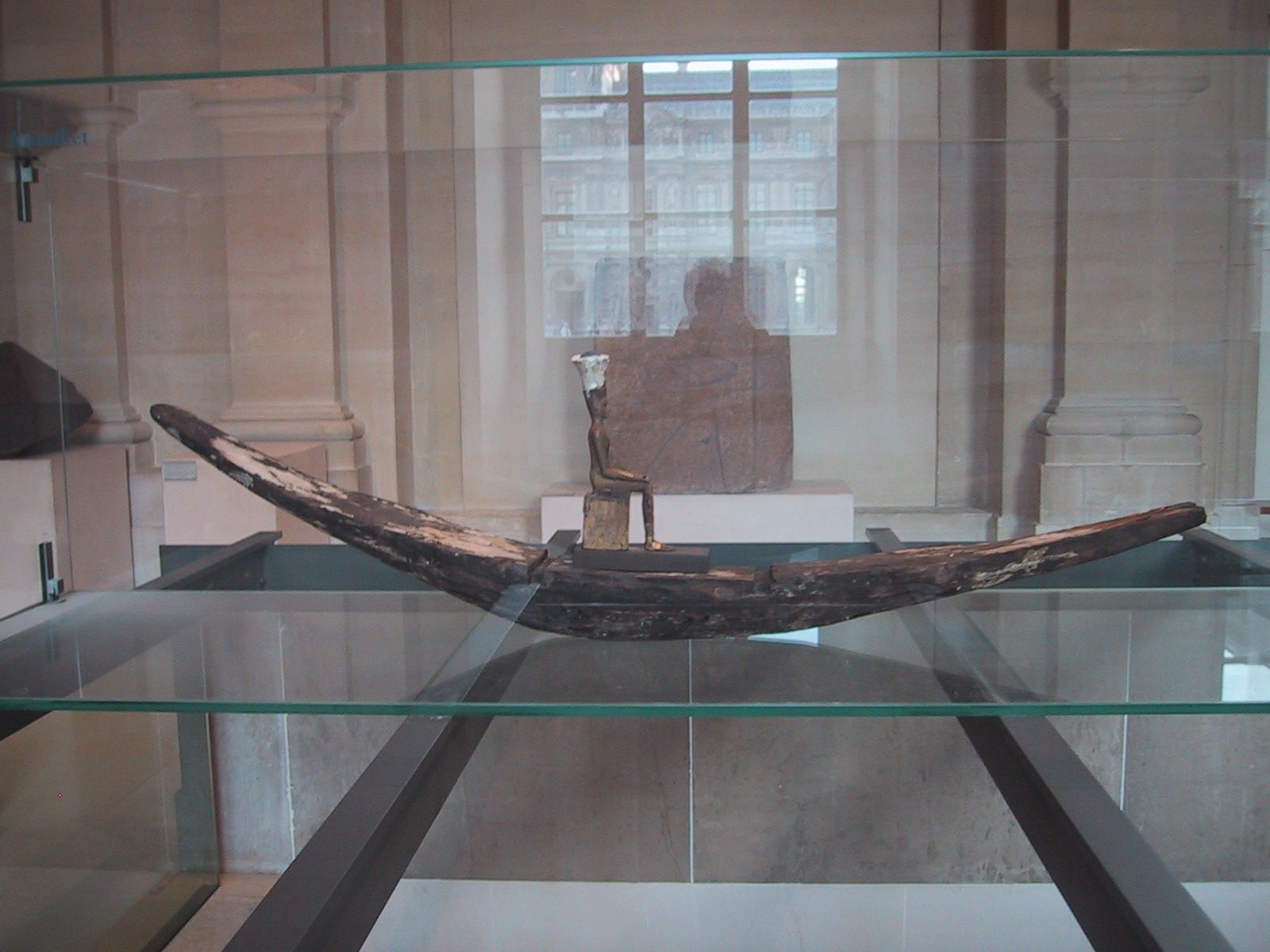
Barca processional de Anúquis. XIX dinastia, c.. Museu do Louvre

Anúquis (em grego clássico: Ανουκις) ou Anuquete (Anuket) sig. "abraçar"), na mitologia egípcia, era uma deusa inicialmente ligada à água que com o tempo tornar-se-ia uma deusa associada à sexualidade. Os gregos associaram-na à sua deusa Héstia.
Seu culto estava centrado na região da primeira catarata do Nilo, mas especificamente na ilha de Sehel. Em Elefantina era agrupada com Quenúbis (considerado como o seu marido) e com Sátis. Ela adquiriu grande popularidade em períodos durante os quais o Egito dominava regiões situadas para além da primeira catarata.
Anúquis era representada como uma mulher que tinha sobre a cabeça um toucado formado por plumas ou vegetais. Em alguns casos surge como uma gazela, animal sagrado associado à deusa.